# صبار فرمانفرمائیان
صبار فرمانفرمائیان (۲۳ تیر ۱۲۹۱–۲۹ اردیبهشت ۱۳۸۵) پزشک و سیاستمدار ایرانی، وزیر بهداری دولت محمد مصدق و رئیس انستیتو پاستور ایران بود.

## خانواده و تحصیلات

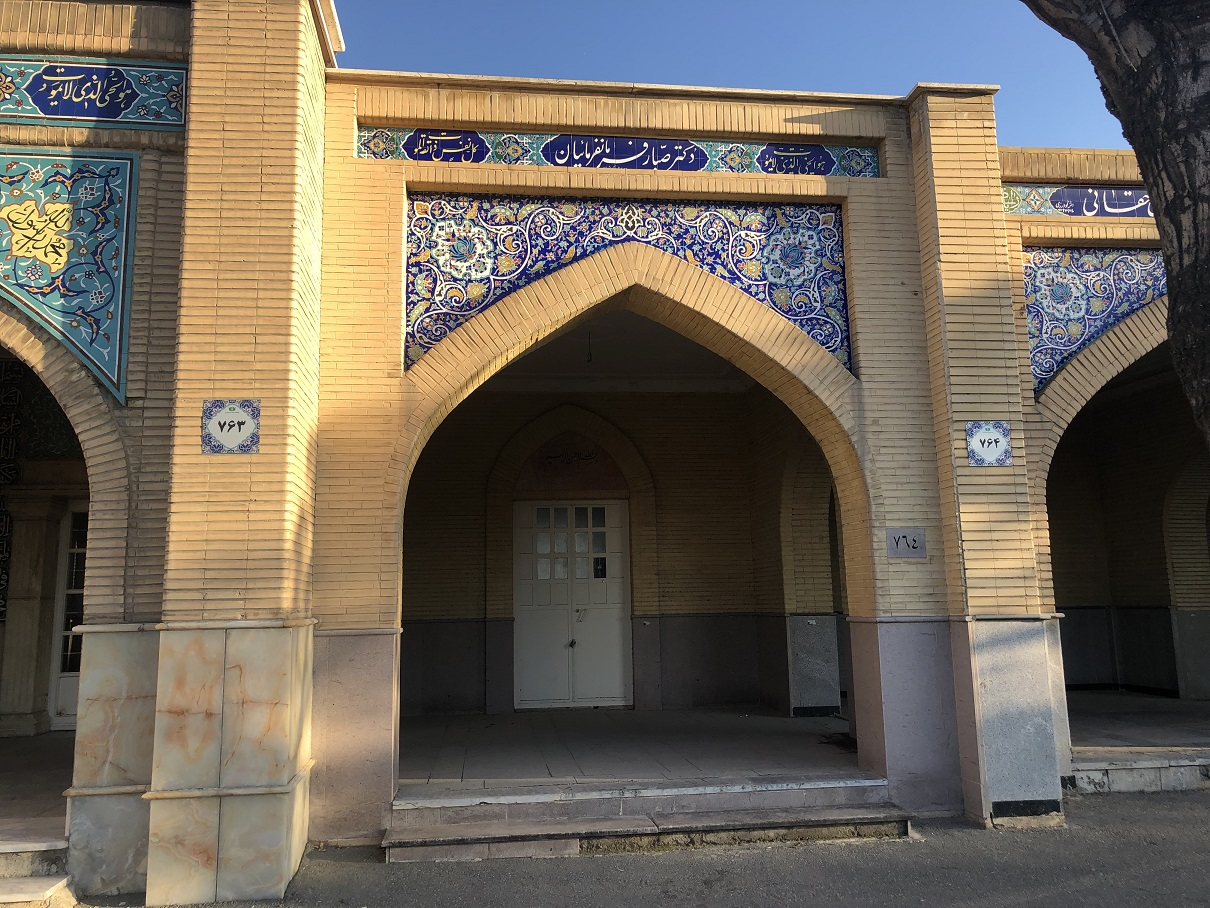
آرامگاه خانوادگی فرمانفرمائیان، محل دفن صبار فرمانفرمائیان

صبار فرمانفرما فرزند معصومه‌خانم همسر چهارم عبدالحسین میرزا فرمانفرما بود. عبدالحسین میرزا فرمانفرما نوه عباس میرزا و از شاهزادگان قاجار محسوب می‌شد که در دوره فترت مجلس بین دوره‌های سوم و چهارم نخست‌وزیر ایران بود. فرزندان فرمانفرما پس از اجرایی شدن قانون نام خانوادگی به نام‌های فرمانفرما و فیروز شناخته می‌شوند.
برادران و خواهران تنی صبار عبارت بودند از: جباره، فاروق، غفار، رشید، همی، سوری و صحبت و خورشید و ستّاره. او پس از طی دوره ابتدایی در سن دوازده سالگی به پاریس رفت و در آنجا به تحصیل خود در مقاطع دبیرستان و سپس دانشگاه تا مقطع دکترای پزشکی در فرانسه و سوئیس (ژنو) ادامه داد و در شاخه مالاریا از انگلستان تخصص گرفت.

## سوابق کاری و سیاسی
صبار فرمانفرمائیان پس از بازگشت به ایران در وزارت بهداری مشغول به کار شد و تا سمت مدیرکلی وزارت بهداری پیش رفت. در کابینه دوم محمد مصدق ;سرپرست وزارت بهداری بود و سپس به سمت استاندار فارس منصوب شد.
پس از کودتای ۲۸ مرداد صبار فرمانفرماییان ایران را ترک گفت و به ایتالیا رفت. در ایتالیا به استخدام سازمان بهداشت جهانی درآمد و در کشورهای آفریقایی و جنوب شرق آسیا مشغول اجرای برنامه‌های این سازمان در خصوص ریشه‌کنی شد. سازمان بهداشت جهانی او را از جمله هشت مالاریاشناس برتر جهان معرفی کرد.
در سال ۱۳۵۰ فرمانفرماییان به دعوت دولت ایران برای سرپرستی انستیتو پاستور ایران به ایران برگشت و تا سال ۱۳۵۶ رئیس انستیتو پاستور ایران بود.

## میراث
فرمانفرمائیان در ۲۹ اردیبهشت سال ۱۳۸۵ در تهران درگذشت و در بهشت زهرا به خاک سپرده شد. او هیچ‌گاه ازدواج نکرد.
صبار فرمانفرمائیان بخشی از روستای پونک تهران را از پدرش به ارث برده بود. او پیش از فوت، ملک مسکونی خود را در رضوانیه تجریش وقف انستیتو پاستور ایران کرد که آن نیز موروثی از پدرش بود.